# 富尔克四世
富尔克四世（法语：Foulque IV，1043年~1109年）安茹伯爵，1068年至1109年在位。
富尔克四世是加蒂讷伯爵若弗鲁瓦二世的幼子，母亲是安茹伯爵富爾克三世的女儿。富尔克四世的舅父安茹伯爵若弗鲁瓦二世因无嗣而将安茹领地传给其妹的长子（富尔克的哥哥）若弗鲁瓦三世。富尔克于1067打败若弗鲁瓦三世，夺取安茹。
1089年富爾克與蒙福爾的貝特蕾德結婚，兩人有一個兒子富爾克。由于内战使安茹伯国力量削弱，富尔克四世被迫将其父方的遗产加蒂讷领地割让给法国国王腓力一世。终富尔克一生，他都在为恢复安茹伯国的实力而努力，并为争夺对曼恩和布列塔尼地区的影响而与诺曼底公国进行明争暗鬥。1098年他曾让其子若弗鲁瓦四世与其分享权力，但这个儿子后来反叛了并于1106年被杀。
富尔克四世是一个有文化的人，他曾动笔写一部安茹历史，但这部著作未能完成。
| 前任： 若弗鲁瓦三世 | 安茹伯爵 与若弗鲁瓦四世共治 | 繼任： 富尔克五世 |